# 広島市町名・地区一覧
広島市町名・地区一覧（ひろしましちょうめい・ちくいちらん）は、広島県広島市の中区、西区、南区、東区、安佐南区、安佐北区、安芸区、佐伯区の各区の町名及び地区を一覧にした一覧記事。

## 中区
中区 (広島市)#町名も参照。
- 榎町（えのまち）
- 江波沖町（えばおきまち）
- 江波栄町（えばさかえまち）
- 江波西（えばにし）1～2丁目
- 江波二本松（えばにほんまつ）1～2丁目
- 江波東（えばひがし）1～2丁目
- 江波本町（えばほんまち）
- 江波南（えばみなみ）1～3丁目
- 胡町（えびすちょう）
- 大手町（おおてまち）1～5丁目
- 加古町（かこまち）
- 銀山町（かなやまちょう）
- 上幟町（かみのぼりちょう）
- 上八丁堀（かみはっちょうぼり）
- 紙屋町（かみやちょう）1～2丁目
- 河原町（かわらまち）
- 小網町（こあみちょう）
- 光南（こうなん）1～6丁目
- 国泰寺町（こくたいじまち）1～2丁目
- 小町（こまち）
- 堺町（さかいまち）
- 昭和町（しょうわまち）
- 新天地（しんてんち）
- 住吉町（すみよしちょう）
- 千田町（せんだまち）1～3丁目
- 宝町（たからまち）
- 竹屋町（たけやちょう）
- 立町（たてまち）
- 田中町（たなかまち）
- 鶴見町（つるみちょう）
- 鉄砲町（てっぽうちょう）
- 寺町（てらまち）
- 十日市町（とうかいちまち）1～2丁目
- 土橋町（どはしちょう）
- 中島町（なかじまちょう）
- 中町（なかまち）
- 流川町（ながれかわちょう）
- 西川口町（にしかわぐちちょう）
- 西十日市町（にしとうかいちまち）
- 西白島町（にしはくしまちょう）
- 西平塚町（にしひらつかちょう）
- 猫屋町（ねこやちょう）
- 幟町（のぼりちょう）
- 白島北町（はくしまきたまち）
- 白島九軒町（はくしまくけんちょう）
- 白島中町（はくしまなかまち）
- 羽衣町（はごろもちょう）
- 橋本町（はしもとちょう）
- 八丁堀（はっちょうぼり）
- 東千田町（ひがしせんだまち）
- 東白島町（ひがしはくしまちょう）
- 東平塚町（ひがしひらつかちょう）
- 平野町（ひらのまち）
- 広瀬北町（ひろせきたまち）
- 広瀬町（ひろせまち）
- 袋町（ふくろまち）
- 富士見町（ふじみちょう）
- 舟入川口町（ふないりかわぐちちょう）
- 舟入幸町（ふないりさいわいちょう）
- 舟入中町（ふないりなかまち
- 舟入本町（ふないりほんまち）
- 舟入町（ふないりまち）
- 舟入南（ふないりみなみ）1～6丁目
- 堀川町（ほりかわちょう）
- 本川町（ほんかわちょう）1～3丁目
- 本通（ほんどおり）
- 三川町（みかわちょう）
- 南千田西町（みなみせんだにしまち）
- 南千田東町（みなみせんだひがしまち）
- 南竹屋町 （みなみたけやちょう）
- 南吉島（みなみよしじま）1～2丁目
- 基町（もとまち）
- 薬研堀（やげんぼり）
- 弥生町（やよいちょう）
- 吉島新町（よしじましんまち）1～2丁目
- 吉島町（よしじまちょう）
- 吉島西（よしじまにし）1～3丁目
- 吉島東（よしじまひがし）1～3丁目

地区名と概ね含まれる町名
- 江波（えば）

江波沖町（えばおきまち）・ 江波栄町（えばさかえまち）・ 江波西（えばにし）1～2丁目・ 江波二本松（えばにほんまつ）1～2丁目・ 江波東（えばひがし）1～2丁目・江波本町（えばほんまち）・江波南（えばみなみ）1～3丁目
- 鷹野橋（たかのばし）

大手町5丁目
- 白島（はくしま）

西白島町（にしはくしまちょう）・白島北町（はくしまきたまち）・白島九軒町（はくしまくけんちょう）・白島中町（はくしまなかまち）・東白島町（ひがしはくしまちょう）
- 舟入（ふないり）

西川口町（にしかわぐちちょう）・舟入川口町（ふないりかわぐちちょう）・舟入幸町（ふないりさいわいちょう）・舟入中町（ふないりなかまち）・舟入本町（ふないりほんまち）・舟入町（ふないりまち）・舟入南（ふないりみなみ）1～6丁目
- 吉島（よしじま）

光南（こうなん）1～6丁目・羽衣町（はごろもちょう）・南吉島（みなみよしじま）1～2丁目・吉島新町（よしじましんまち）1～2丁目・吉島町（よしじまちょう）・吉島西（よしじまにし）1～3丁目・吉島東（よしじまひがし）1～3丁目

## 西区
西区 (広島市)#町名も参照。
- 井口（いのくち）
  - 井口（いのくち）
  - 井口町（いのくちちょう）
  - 井口鈴が台（いのくちすずがだい）
  - 井口明神（いのくちみょうじん）
  - 井口台（いのくちだい）
- 打越町（うちこしちょう）
- 扇（おおぎ）
- 大芝（おおしば）
- 大芝公園（おおしばこうえん）
- 大宮（おおみや）
- 小河内町（おがわちまち）
- 上天満町（かみてんまちょう）
- 観音（かんおん）
  - 観音新町（かんおんしんまち）
  - 観音本町（かんおんほんまち）
  - 観音町（かんおんまち）
  - 西観音町（にしかんおんまち）
  - 東観音町（ひがしかんおんまち）
  - 南観音（みなみかんおん）
  - 南観音町（みなみかんおんまち）
- 草津（くさつ）
  - 草津梅が台（くさつうめがだい）
  - 草津新町（くさつしんまち）
  - 草津浜町（くさつはままち）
  - 草津本町（くさつほんまち）
  - 草津東（くさつひがし）
  - 草津南（くさつみなみ）
  - 草津港（くさつこう）
- 楠木町（くすのきちょう）
- 己斐（こい）
  - 己斐上（こいうえ）
  - 己斐大迫（こいおおさこ）
  - 己斐中（こいなか）
  - 己斐西町（こいにしまち）
  - 己斐本町（こいほんまち）
  - 己斐東（こいひがし）
- 庚午（こうご）
  - 庚午中（こうごなか）
  - 庚午南（こうごみなみ）
  - 庚午北（こうごきた）
- 商工センター（しょうこうセンター）
- 新庄町（しんじょうちょう）
- 鈴が峰町（すずがみねちょう）
- 高須（たかす）
- 高須台（たかすだい）
- 田方（たかた）
- 天満町（てんまちょう）
- 中広町（なかひろまち）
- 福島町（ふくしまちょう）
- 古江（ふるえ）
  - 古江上（ふるえうえ）
  - 古江新町（ふるえしんまち）
  - 古江東町（ふるえひがしまち）
  - 古江西町（ふるえにしまち）
- 古田台（ふるただい）
- 三篠北町（みささきたまち）
- 三篠町（みささちょう）
- 三滝本町（みたきほんまち）
- 三滝町（みたきまち）
- 三滝山（みたきやま）
- 都町（みやこまち）
- 山田新町（やまだしんまち）
- 山田町（やまだちょう）
- 山手町（やまてちょう）
- 横川新町（よこがわしんまち）
- 横川町（よこがわちょう）
- 竜王町（りゅうおうちょう）

## 南区
南区 (広島市)#町名も参照。
- 青崎（あおさき）
  - 東青崎町（ひがしあおさきちょう）
- 旭（あさひ）
- 西旭町（にしあさひまち）
- 稲荷町（いなりまち）
- 宇品（うじな）
  - 宇品海岸（うじなかいがん）
  - 宇品神田（うじなかんだ）
  - 宇品西（うじなにし）
  - 宇品東（うじなひがし）
  - 宇品町（うじなまち、金輪島）
  - 宇品御幸（うじなみゆき）
  - 元宇品町（もとうじなまち、宇品島）
- 猿猴橋町（えんこうばしちょう）
- 黄金山町（おうごんざんちょう、黄金山）
- 大須賀町（おおすがちょう）
- 大州（おおず）
- 北大河町（きたおおこうちょう）
- 南大河町（みなみおおこうちょう）
- 霞（かすみ）
- 西霞町（にしかすみちょう）
- 東霞町（ひがしかすみちょう）
- 西蟹屋（にしかにや）
- 南蟹屋（みなみかにや）
- 京橋町（きょうばしちょう）
- 金屋町（きんやちょう）
- 楠那町（くすなちょう）
- 小磯町（こいそちょう）
- 荒神町（こうじんまち）
- 西荒神町（にしこうじんまち）
- 東荒神町（ひがしこうじんまち）
- 東雲（しののめ）
  - 東雲（しののめ）
  - 上東雲町（かみしののめちょう）
  - 東雲本町（しののめほんまち）
- 丹那町（たんなちょう）
- 丹那新町（たんなしんまち）
- 段原（だんばら）
  - 段原（だんばら）
  - 段原日出（だんばらひので）
  - 段原日出町（だんばらひのでちょう）
  - 段原南（だんばらみなみ）
  - 段原山崎（だんばらやまさき）
  - 段原山崎町（だんばらやまさきちょう）
- 月見町（つきみちょう）
- 出汐（でしお）
- 出島（でじま）
- 似島町（にのしまちょう）
- 仁保（にほ）
  - 仁保（にほ）
  - 仁保沖町（にほおきまち）
  - 仁保新町（にほしんまち）
  - 仁保町（にほまち、峠島・弁天島・小弁天島）
  - 仁保南（にほみなみ）
- 日宇那町（ひうなちょう）
- 東駅町（ひがしえきまち）
- 比治山町（ひじやまちょう）
- 比治山公園（ひじやまこうえん、比治山）
- 比治山本町（ひじやまほんまち）
- 堀越（ほりこし）
- 本浦（ほんうら）
  - 本浦町（ほんうらちょう）
  - 西本浦町（にしほんうらちょう）
  - 東本浦町（ひがしほんうらちょう）
- 松川町（まつかわちょう）
- 松原町（まつばらちょう）
- 的場町（まとばちょう）
- 翠（みどり）
- 西翠町（にしみどりまち）
- 皆実町（みなみまち）
- 向洋（むかいなだ）
  - 向洋大原町（むかいなだおおはらちょう）
  - 向洋沖町（むかいなだおきまち）
  - 向洋新町（むかいなだしんまち）
  - 向洋中町（むかいなだなかまち）
  - 向洋本町（むかいなだほんまち）
- 山城町（やましろちょう）

## 東区
東区 (広島市)#町名も参照。
- 愛宕町（あたごまち）
- 牛田（うした） - 旧安芸郡牛田村にほぼ相当。
  - 牛田旭（うしたあさひ）
  - 牛田新町（うしたしんまち）
  - 牛田中（うしたなか）
  - 牛田東（うしたひがし）
  - 牛田本町（うしたほんまち）
  - 牛田南（うしたみなみ）
  - 牛田山（うしたやま）
  - 牛田早稲田（うしたわせだ）
- 馬木（うまき）- 旧安芸郡安芸町大字馬木にほぼ相当。
  - 馬木（うまき）
  - 馬木町（うまきちょう）
- 尾長（おなが）
  - 尾長（おなが）
  - 尾長東（おながひがし）
  - 尾長西（おながにし）
- 上大須賀町（かみおおすがちょう）
- 中山（なかやま） - 旧安芸郡中山村にほぼ相当。
  - 中山鏡が丘（なかやまかがみがおか）
  - 中山上（なかやまかみ）
  - 中山北町（なかやまきたまち）
  - 中山新町（なかやましんまち）
  - 中山中町（なかやまなかまち）
  - 中山西（なかやまにし）
  - 中山東（なかやまひがし）
  - 中山南（なかやまみなみ）
- 温品（ぬくしな） - 旧安芸町大字温品にほぼ相当。
  - 上温品（かみぬくしな）
  - 温品（ぬくしな）
  - 温品町（ぬくしなちょう）
- 東蟹屋町（ひがしかにやちょう）
- 光が丘（ひかりがおか）
- 光町（ひかりまち）
- 福田（ふくだ） - 旧安芸町大字福田にほぼ相当。
  - 福田（ふくだ）
  - 福田町（ふくだちょう）
- 二葉の里（ふたばのさと）
- 戸坂（へさか） - 旧安芸郡戸坂村にほぼ相当。
  - 戸坂出江（へさかいづえ）
  - 戸坂大上（へさかおおあげ）
  - 戸坂数甲（へさかかずこう）
  - 戸坂くるめ木（へさかくるめぎ）
  - 戸坂山崎町（へさかやまさきちょう）
  - 戸坂桜上町（へさかさくらうえまち）
  - 戸坂桜西町（へさかさくらにしまち）
  - 戸坂桜東町（へさかさくらひがしまち）
  - 戸坂城山町（へさかしろやまちょう）
  - 戸坂新町（へさかしんまち）
  - 戸坂千足（へさかせんぞく）
  - 戸坂惣田（へさかそうだ）
  - 戸坂町（へさかちょう）
  - 戸坂長尾台（へさかながおだい）
  - 戸坂中町（へさかなかまち）
  - 戸坂南（へさかみなみ）
  - 戸坂山根（へさかやまね）
- 東山町（ひがしやまちょう）
- 矢賀（やが） - 旧安芸郡矢賀村にほぼ相当。
  - 矢賀（やが）
  - 矢賀新町（やがしんまち）
  - 矢賀町（やがまち）
- 山根町（やまねちょう）
- 若草町（わかくさちょう）

## 安佐南区
安佐南区#地理を参照。
- 相田（あいた）
- 相田町（あいたちょう）
- 大塚西（おおづかにし）
- 大塚西町（おおづかにしまち）
- 大塚東（おおづかひがし）
- 大塚東町（おおづかひがしまち
- 大町（おおまち）
- 大町西（おおまちにし）
- 大町東（おおまちひがし）
- 上安（かみやす）
- 上安町（かみやすちょう）
- 川内（かわうち）
- 祇園（ぎおん）
- 祇園町（ぎおんちょう）
- 高取北（たかとりきた）
- 高取北町（たかとりきたまち）
- 高取南（たかとりみなみ）
- 高取南町（たかとりみなみまち）
- 長楽寺（ちょうらくじ）
- 長楽寺町（ちょうらくじちょう）
- 伴北（ともきた）
- 伴北町（ともきたまち）
- 伴中央（ともちゅうおう）
- 伴西（ともにし）
- 伴西町（ともにしまち）
- 伴東（ともひがし）
- 伴東町（ともひがしまち）
- 伴南（ともみなみ）
- 中須（なかす）
- 中筋（なかすじ）
- 長束（ながつか）
- 長束町（ながつかちょう）
- 長束西（ながつかにし）
- 西原（にしはら）
- 沼田町阿戸（ぬまたちょうあと）
- 沼田町伴（ぬまたちょうとも）
- 沼田町吉山（ぬまたちょうよしやま）
- 東野（ひがしの）
- 東原（ひがしはら）
- 毘沙門台（びしゃもんだい）
- 毘沙門台東（びしゃもんだいひがし）
- 古市（ふるいち）
- 緑井（みどりい）
- 緑井町（みどりいちょう）
- 八木（やぎ）
- 八木町（やぎちょう）
- 安東（やすひがし）
- 山本（やまもと）
- 山本新町（やまもとしんまち）
- 山本町（やまもとちょう）

地区
- 西風新都 （安佐南区と佐伯区の一部を含む広島市の都市拠点。） 
  - 伴南（ともみなみ）
  - 伴北（ともきた）
  - 伴東（ともひがし）
  - 大塚東（おおづかひがし）
  - 大塚西（おおづかにし）

## 安佐北区
安佐北区#地理・歴史も参照。
- 安佐町（あさちょう）
  - 大字飯室（いむろ）
  - 大字後山（うしろやま）
  - 大字小河内（おがうち）
  - 大字くすの木台（くすのきだい）
  - 大字久地（くち）
  - 大字鈴張（すずはり）
  - 大字筒瀬（つつせ）
  - 大字動物園（どうぶつえん）
  - 大字宮野（みやの）
- あさひが丘（あさひがおか）
- 大林（おおばやし）
- 大林町（おおばやしちょう）
- 小河原町（おがわらちょう）
- 落合（おちあい）
- 落合町（おちあいちょう）
- 落合南（おちあいみなみ）
- 落合南町（おちあいみなみまち）
- 可部（かべ）
- 可部町（かべちょう）
  - 大字綾ケ谷（あやがたに）
  - 大字今井田（いまいだ）
  - 大字上原（うえばら）
  - 大字大毛寺（おおもじ）
  - 大字勝木（かつぎ）
  - 大字上町屋（かみまちや）
  - 大字下町屋（しもまちや）
  - 大字城（じょう）
  - 大字桐原（とげ）
  - 大字中島（なかしま）
  - 大字中野（なかの）
  - 大字南原（なばら）
  - 大字虹山（にじやま）
- 可部東（かべひがし）
- 可部南（かべみなみ）
- 上深川町（かみふかわちょう）
- 亀崎（かめざき）
- 亀山（かめやま）
- 亀山西（かめやまにし）
- 亀山南（かめやまみなみ）
- 狩留家町（かるがちょう）
- 口田（くちた）
- 口田町（くちたちょう）
- 口田南（くちたみなみ）
- 口田南町（くちたみなみまち）
- 倉掛（くらかけ）
- 白木町（しらきちょう）
  - 大字秋山（あきやま）
  - 大字有留（ありどめ）
  - 大字市川（いちかわ）
  - 大字井原（いばら）
  - 大字小越（おこえ）
  - 大字古屋（こや）
  - 大字志路（しじ）
  - 大字三田（みた）
- 深川（ふかわ）
- 深川町（ふかわちょう）
- 真亀（まがめ）
- 三入（みいり）
- 三入東（みいりひがし）
- 三入南（みいりみなみ）

地区名
- 高陽（こうよう）

## 安芸区
安芸区#地理を参照。
- 阿戸町（あとちょう）
- 上瀬野（かみせの）
- 上瀬野町（かみせのちょう）
- 上瀬野南（かみせのみなみ）
- 瀬野（せの）
- 瀬野町（せのちょう）
- 瀬野西（せのにし）
- 瀬野南（せのみなみ）
- 瀬野南町（せのみなみまち）
- 中野（なかの）
- 中野町（なかのちょう）
- 中野東（なかのひがし）
- 中野東町（なかのひがしまち）
- 畑賀（はたが）
- 畑賀町（はたがちょう）
- 船越（ふなこし）
- 船越町（ふなこしちょう）
- 船越南（ふなこしみなみ）
- 矢野（やの）
  - 矢野新町（やのしんまち）
  - 矢野町（やのちょう）
  - 矢野西（やのにし）
  - 矢野東（やのひがし）
  - 矢野南（やのみなみ）

## 佐伯区
佐伯区#地理を参照。
旧五日市町区域
- 旭園（あさひえん）
- 石内上（いしうちかみ）
- 石内北（いしうちきた）
- 石内東（いしうちひがし）
- 石内南（いしうちみなみ）
- 五日市（いつかいち）
- 五日市駅前（いつかいちえきまち）
- 五日市港（いつかいちこう）
- 五日市中央（いつかいちちゅうおう）
- 五日市町石内（いつかいちちょう）
- 五日市町上小深川（いつかいちちょうかみこぶかわ）
- 五日市町下小深川（いつかいちちょうしもこぶかわ）
- 五日市町上河内（いつかいちちょうかみごうち）
- 五日市町下河内（いつかいちちょうしもごうち）
- 五日市町昭和台（いつかいちちょうしょうわだい）
- 五日市町寺田（いつかいちちょうてらだ）
- 五日市町中地（いつかいちちょうなかじ）
- 五日市町美鈴園（いつかいちちょうみすずえん）
- 五日市町皆賀（いつかいちちょうみなが）
- 海老園（かいろうえん）
- 海老山町（かいろうやまちょう）
- 海老山南（かいろうやまみなみ）
- 観音台（かんのんだい）
- 倉重（くらしげ）
- 河内南（こうちみなみ）
- 五月が丘（さつきがおか）
- 城山（じょうやま）
- 新宮苑（しんぐうえん）
- 隅の浜（すみのはま）
- 千同（せんどう）
- 坪井（つぼい）
- 坪井町（つぼいちょう）
- 藤垂園（いつかいちちょう）
- 利松（としまつ）
- 藤の木（ふじのき）
- 三筋（みすじ）
- 美鈴が丘（みすずがおか）
  - 美鈴が丘西（みすずがおかにし）
  - 美鈴が丘東（みすずがおかひがし）
  - 美鈴が丘緑（みすずがおかみどり）
  - 美鈴が丘南（みすずがおかみなみ）
- 皆賀（みなが）
- 美の里（みのり）
- 三宅（みやけ）
- 三宅町（みやけちょう）
- 薬師が丘（やくしがおか）
- 屋代（やしろ）
- 屋代町（やしろちょう）
- 八幡（やはた）
- 八幡が丘（やはたがおか）
- 八幡東（やはたひがし）
- 吉見園（よしみえん）
- 楽々園（らくらくえん）

旧湯来町区域
- 杉並台（すぎなみだい）
- 湯来町下（ゆきちょうしも）
- 湯来町白砂（ゆきちょうしらさご）
- 湯来町菅沢（ゆきちょうすがさわ）
- 湯来町多田（ゆきちょうただ）
- 湯来町葛原（ゆきちょうつづらはら）
- 湯来町伏谷（ゆきちょうふしだに）
- 湯来町麦谷（ゆきちょうむぎたに）
- 湯来町和田（ゆきちょうわだ）

以下の地区はニュータウンの西風新都に含まれる。
- 五日市町石内（いつかいちちょう）
- 石内上1丁目（いしうちかみ、石内北流通地区） - インター流通パーク
- 石内南1丁目～5丁目（いしうちみなみ、石内学研地区） - 広島ライセンスパーク「杜の街」
- 五月が丘（さつきがおか）1丁目～5丁目
- 藤の木（ふじのき）1丁目～4丁目